# Ilícito maior
Ilícito maior é uma falácia formal cometida num silogismo categórico que é inválido porque o seu termo maior não é distribuído na premissa maior.
Esta falácia tem a seguinte forma de argumento:
1. Todo A é B
2. Nenhum C é A
3. Portanto, nenhum C é B

Exemplo:
1. Todos os cães são mamíferos
2. Nenhum gato é cão
3. Portanto, nenhum gato é mamífero

Neste argumento, o termo maior é "mamíferos". Isto é distribuído na conclusão (a última declaração) porque se faz uma alegação sobre uma propriedade de todos os mamíferos: que não são gatos. No entanto, não é distribuído na premissa maior (a primeira declaração) onde apenas se fala sobre uma propriedade de alguns mamíferos: Apenas alguns mamíferos são cães.
O erro está em assumir que o inverso da primeira declaração (que todos os mamíferos são cães) é também verdade.
No entanto, um argumento no forma seguinte difere da acima, e é válida (Camestres):
1. Todo A é B
2. Nenhum B é C
3. Portanto, nenhum C é A